# Satisfaction (sotériologie)
Pour les articles homonymes, voir Satisfaction (homonymie).
 (décembre 2017).

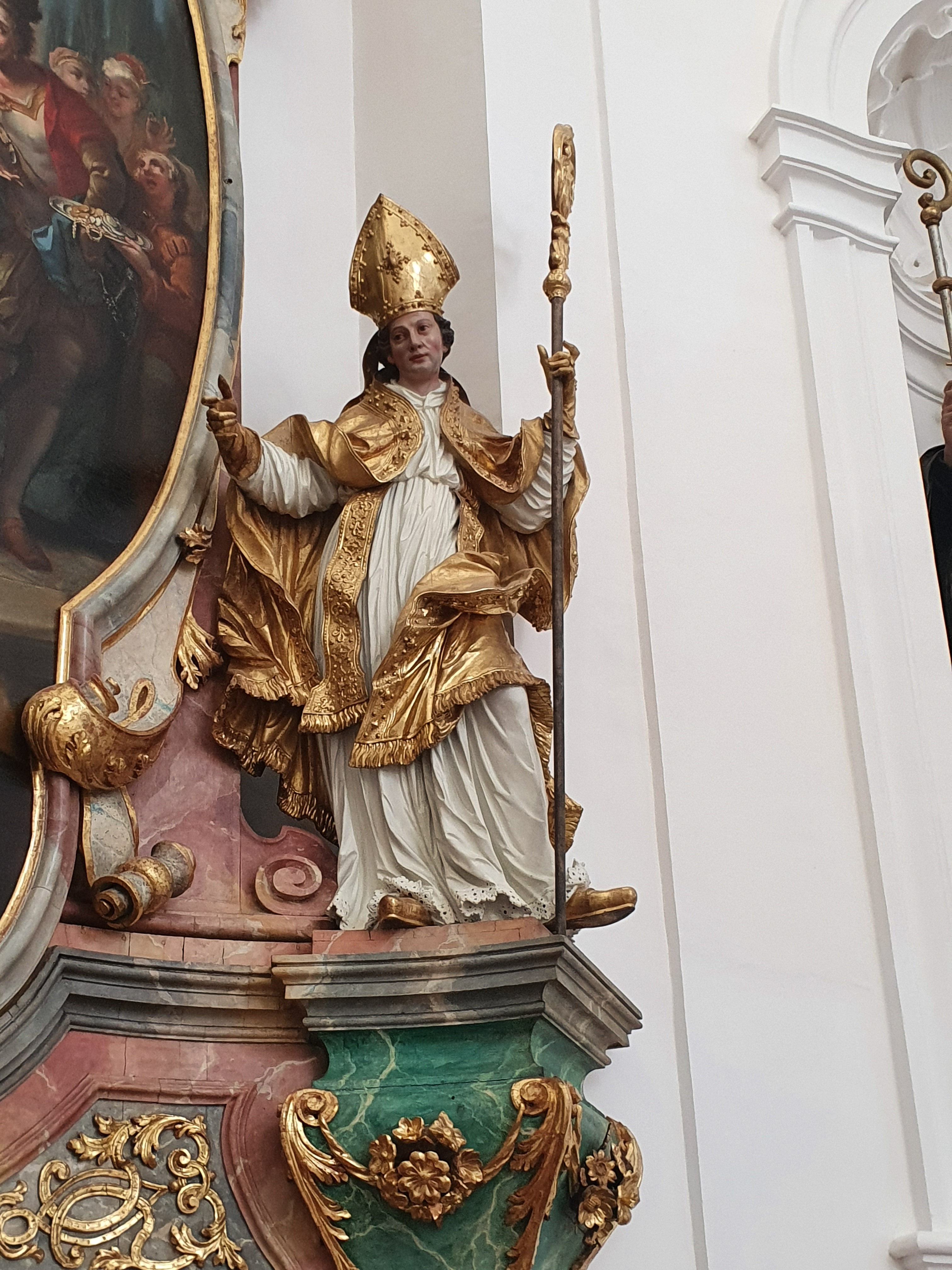
Statue d'Anselme de Cantorbéry dans l'église de l'Université de Salzbourg.

La satisfaction est une doctrine sotériologique en théologie chrétienne liée à la signification et à l'effet de la mort de Jésus-Christ. Elle est traditionnellement enseignée dans les cercles catholiques, luthériens et réformés. Théologiquement et historiquement, le terme « satisfaction » ne signifie pas « gratification » comme dans le langage courant, mais est plutôt à comprendre dans le contexte de la pénitence, où la satisfaction consiste en de bonnes actions qui permettent de réparer l'offense faite à Dieu par le péché. Il est alors relié au concept légal consistant à contrebalancer une injustice. Amorcée dans les œuvres d'Anselme de Cantorbéry († en 1109), la théorie de la satisfaction enseigne que le Christ a souffert en tant que substitut de l'humanité, satisfaisant par son infini mérite les exigences requises par l'honneur de Dieu. Anselme voyait sa conception de la satisfaction comme une amélioration nette de la théorie, plus ancienne, de la rançon, qu'il considérait comme inadéquate. Sa théorie a servi de base aux conceptions de Thomas d'Aquin et de Jean Calvin, qui introduisirent l'idée de peine servant à satisfaire les exigences de la justice divine.

## Contexte

### Satisfaction et pénitence
Traditionnellement, le sacrement de pénitence est composé de trois parties :
- la contrition (contritio cordis) ;
- la confession (confessio oris) ;
- la satisfaction (satisfacio operis)[1].

Cela signifie que, après avoir sincèrement regretté et avoué son péché, il est nécessaire « de satisfaire à Dieu pour la peine temporelle due au péché » par « une œuvre plus ou moins pénible, destinée sans doute à réparer l'offense faite à Dieu, mais visant particulièrement à obtenir que le châtiment soit épargné au pécheur ».

### Enracinement scripturaire
À la suite de l'Épitre aux Hébreux (10, 5-10), la vision chrétienne de la satisfaction s'appuie sur le Psaume 39 (40), où l'Épitre perçoit la prière du Christ adressée à son Père :" Tu ne voulais ni sacrifice ni oblation, mais tu m'as façonné un corps. Tu n'as exigé ni holocauste ni sacrifice pour les péchés, alors j'ai dit: Voici, je viens, car c'est de moi qu'il est question dans le rouleau du livre pour faire, ô Dieu, ta volonté."  (7-8). Cette vision s'enracine aussi dans la prophétie du Serviteur souffrant : "Il a été transpercé à cause de nos péchés, brisé à cause de nos iniquités. Le châtiment qui nous donne la paix a été sur lui, et c'est par ses meurtrissures que nous avons été guéris (...). Semblable à l'agneau qu'on mène à la tuerie, il n'ouvre pas la bouche. (...) YHWH a fait retomber sur lui l'iniquité de nous tous .(...) La plaie le frappa à cause des péchés de mon peuple (...) son âme aura offert le sacrifice expiatoire." (Isaïe 4-10).
Paul transmet comme un enseignement fondamental qu'il a lui-même appris que : Le Christ est mort pour nos péchés, conformément aux Ecritures." ( I Corinthiens 15, 3). La première Epitre de Pierre se réfère à cette prophétie du Serviteur souffrant : " Vous avez été rachetés (...) par le sang très précieux  de l'agneau sans tâche et sans défaut qu'est le Christ (...). Lui  qui outragé, ne rendait pas l'outrage .(..), lui qui avec son corps a porté nos péchés sur le bois afin que nous y mourions à nos péchés ." (1, 20 et 2, 224). C'est dans cet esprit que Paul commente la Passion du Christ par : "Dieu n'a pas épargné son propre Fils, mais il l'a livré pour nous." (Romains 8, 32) et par " Dieu, dans le Christ se réconcilia le monde, ne tenant plus compte des fautes des hommes, et mettant en nous les paroles de la réconciliation." (II Corinthiens 5, 19).

### Doctrines patristiques
- Si vous ne connaissez pas le sujet, laissez ce bandeau (vous pouvez alors contacter les auteurs).
- Si vous supprimez le contenu mis en cause (vous pouvez préalablement contacter les auteurs),

argumentez précisément cette suppression dans la page de discussion
(un manque de référence n'est pas un argument ; une recherche réelle de référence doit avoir été effectuée, être formellement documentée).
La formulation anselmienne classique de la théorie de la satisfaction doit être distinguée de celle de la substitution pénale. Les deux sont des formes de la doctrine de la satisfaction dans le sens où elles abordent la façon dont la mort du Christ fut satisfactoire mais leur compréhension est différente. Anselme parle du péché humain comme arrachant à Dieu l'honneur qui lui est dû. La mort du Christ, l'ultime acte d'obéissance, rend à Dieu un grand honneur. Comme elle se situait au-delà de l'appel du devoir pour le Christ, il y a davantage d'honneur que ce qu'il était obligé de donner. Ce surplus apporté par le Christ peut par conséquent rembourser notre déficit vis-vis de l'honneur de Dieu. D'où le fait que la mort du Christ est satisfactoire ; elle paye l'honneur à notre place. La substitution pénale diffère dans le sens où elle considère la mort du Christ comme remboursant Dieu, non pas pour l'honneur perdu, mais pour la peine de mort qui avait toujours été la conséquence du péché (voir par exemple Genèse 2:17 et Romains 6:23). La différence-clé ici est que pour Anselme, la satisfaction est une alternative à la peine : « L'honneur retiré doit être remboursé, ou la peine doit suivre ». Le Christ satisfaisant notre dette d'honneur envers Dieu, nous évitons la peine. Selon la substitution pénale calviniste, c'est la peine qui satisfait les exigences de justice. 
Une autre distinction à faire est celle entre la substitution pénale (le Christ puni à notre place) et l'expiation substitutive (le Christ a souffert pour nous). Les deux affirment la nature indirecte et substitutive de l'expiation, mais la substitution pénale présente une explication spécifique quant au but de la souffrance : la peine.
Augustin d'Hippone enseigna l'expiation substitutive. Cette doctrine fut clairement formulée par le prophète Isaïe en 800 av. J.-C. (Livre biblique du prophète Isaïe ou Esaïe, chapitre 53, notamment le verset 5). Cependant, son interprétation diffère en ce qui concerne la signification de la souffrance du Christ. Les premiers Pères de l'Église, comme Athanase et Augustin d'Hippone, affirmaient que le Christ souffrant à la place de l'humanité, il triomphe et nous libère de la mort et du diable. Alors que l'idée d'expiation substitutive est présente dans presque toutes les théories de l'expiation, les idées spécifiques de satisfaction et de substitution pénale correspondent à des développements ultérieurs survenus dans l'Église latine.

## Naissance et développement au Moyen Âge

### Anselme de Cantorbéry et la naissance de la satisfaction
(décembre 2018).
- Si vous ne connaissez pas le sujet, laissez ce bandeau (vous pouvez alors contacter les auteurs).
- Si vous supprimez le contenu mis en cause (vous pouvez préalablement contacter les auteurs),

argumentez précisément cette suppression dans la page de discussion
(un manque de référence n'est pas un argument ; une recherche réelle de référence doit avoir été effectuée, être formellement documentée).

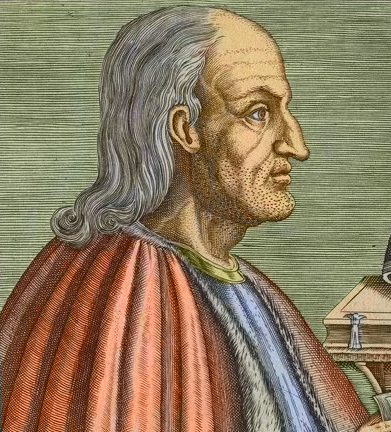
Anselme de Cantorbéry

Anselme de Cantorbéry fut le premier à formuler la théorie de la satisfaction dans son Cur Deus-homo? (Pourquoi un Dieu-homme ?), et, d'une manière résumée, dans la Meditatio redemptionis humanae (Méditation sur la rédemption humaine).

#### L'ordre rompu
Pour Anselme, le péché est un échec à soumettre sa volonté à celle de Dieu. Cet échec constitue une injustice et un désordre dans le cosmos ; il constitue aussi un crime de lèse-divinité, l'honneur de Dieu étant bafoué. Dieu ne saurait donc pardonner le péché sans que ce désordre et cette injustice, mais aussi son honneur, ne soient réparés.
L'injustice de l'homme face à Dieu est un manque, c'est donc un obstacle à son bonheur parfait et ultime. Pour que l'homme puisse connaître ce bonheur, une fois ressuscité, un médiateur est donc nécessaire.
Il est important de bien comprendre la compréhension anselmienne de l'honneur de Dieu. La théologie d'Anselme est toute tournée vers l'ordre de l'univers, ce que nous avons appelé ici le cosmos ; or, comme l'écrit un historien, « toute destruction de cet ordre [de l'univers] par l'homme amoindrit sa beauté et blesse l'honneur de son créateur — même si c'est seulement au sens d'un déshonneur de l'image divine que l'homme est par essence, et non au sens d'un déshonneur de Dieu lui-même, dont l'honneur reste absolument inviolable ». Ainsi, l'Homme se déshonore, et puisqu'il est créé à l'image de Dieu, il déshonore l'image de Dieu, ce qui est déjà, pour Anselme, insupportable.

#### L'ordre retrouvé
Or, il n'existe que deux moyens pour rendre son ordre au cosmos : la punition et la satisfaction. Des deux la punition est la moins bonne : si Dieu en exerçant sa souveraineté sur le pécheur par la punition remet de l'ordre dans le cosmos, et récupère donc son honneur, cette punition ne répare pas le mal qui a été fait par le pécheur, et ce dernier n'a pas volontairement accepté la souveraineté divine. La satisfaction, elle, tout en réaffirmant cette souveraineté et rétablissant l'ordre dans le cosmos, répare le mal causé et est une action volontaire du pécheur.
Cette satisfaction de l'humanité inclut nécessairement la soumission à Dieu, réparation de l'injustice et du déshonneur, et remboursement des biens perdus par Dieu lors du péché (victoire de l'Homme sur le démon et nombre d'élus nécessaire au remplissage de la Jérusalem céleste). Mais pour rendre son honneur à Dieu il faut que l'Homme lui donne quelque chose qu'il n'aurait pas eu si l'Homme n'avait pas péché à l'origine.
Cependant, cela n'est pas possible, car l'Homme doit déjà à Dieu tout ce qu'il a, et il ne peut pas donner ce qu'il n'a pas. Le second livre du Cur Deus-homo? explique pourquoi Jésus-Christ, Homme et Dieu à la fois, a pu donner satisfaction et pourquoi seul un tel Homme-Dieu le pouvait. Une phrase du chapitre 6 de ce livre II le résume :

« S'il est donc nécessaire, comme il est établi, que la cité d'en haut soit menée à la perfection avec des hommes, et si la chose n'est possible que si ce fait la satisfaction susdite, que nul ne peut faire sinon Dieu, et nul ne doit faire sinon l'homme, il est nécessaire qu'(un) Dieu-homme la fasse. »

Jésus-Christ est ce Dieu-homme qui seul peut donner satisfaction à Dieu. La mort de Jésus n'était pas comprise dans ce que l'Homme devait à Dieu pour réparer sa faute, c'est donc quelque chose en plus : il a donné sa vie en toute liberté, alors qu'il aurait pu, en bonne justice, vivre éternellement, puisqu'il n'a jamais péché. Cette satisfaction permettant le pardon des péchés, les biens sont rendus à Dieu (le démon est vaincu, et les élus affluent à nouveau dans la Jérusalem céleste).
Anselme ne s'est pas spécifiquement prononcé sur la portée du paiement de la dette, s'il vaut pour toute l'humanité en tant que groupe ou pour des individus en particulier, mais sa façon de parler semble le faire pencher pour la première solution. Les développements ultérieurs de cette théorie par Thomas d'Aquin attribuèrent à la portée du paiement de la dette un degré universel.[réf. nécessaire]
La doctrine d'Anselme n'est pas, à quelques exceptions près (comme Abélard), très discutée de son vivant ou durant le XIIe siècle, qui recherche plutôt à mieux expliquer les options des Pères de l'Église ; il faudra attendre le XIIIe siècle, et l'école franciscaine d'Alexandre de Hales pour que la satisfaction soit considérée comme la doctrine dominante.

### Thomas d'Aquin codifie la théorie de la substitution

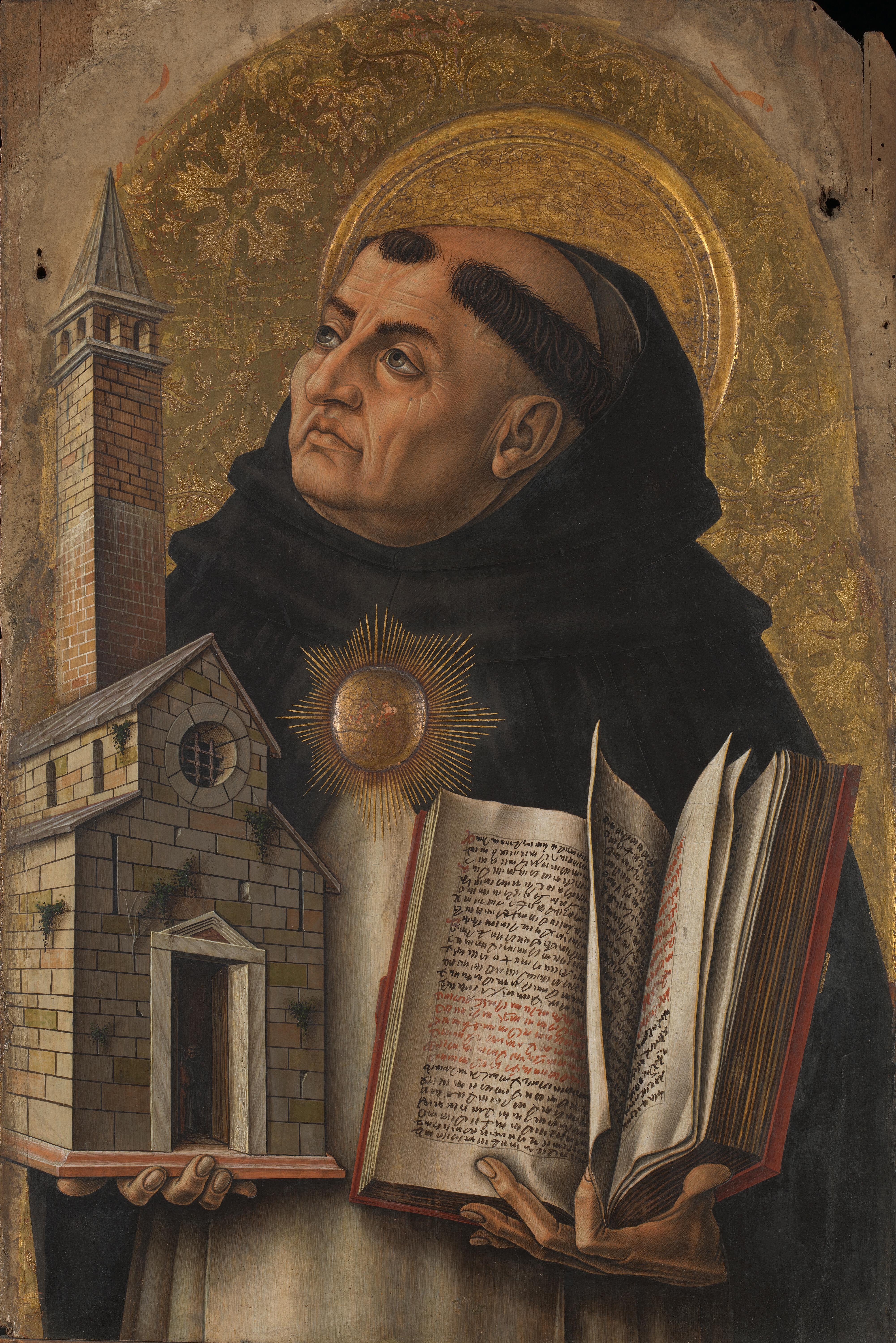
Thomas d'Aquin

Thomas d'Aquin aborde l'expiation dans la Somme théologique et ses propos sur le sujet correspondent aujourd'hui à l'avis officiel de l'Église catholique romaine. Il explore la nature exacte du péché, de la dette, de la peine et de la grâce. Dans sa partie sur l'homme, il se demande si la peine est une bonne chose et si elle est appropriée. Il conclut finalement que :
1. la peine est moralement une bonne réponse au péché,
2. « le Christ a enduré une peine satisfactoire, non point pour ses péchés mais pour les nôtres[17] »,
3. la substitution pour le péché d'un autre est entièrement possible.

Il s'agit ici de la différence majeure avec Anselme. Plutôt que de voir la dette comme une dette d'honneur, il la voit comme une injustice morale qui doit être redressée. Cependant, savoir si cette différence a trait à la terminologie employée ou au contenu même des deux théories, reste encore flou. 
Dans sa partie sur l'incarnation, Thomas d'Aquin affirme que la mort du Christ satisfait la peine due au péché, et que c'est la Passion du Christ qui spécifiquement fut nécessaire pour payer la dette des péchés des hommes. Pour Thomas d'Aquin, la Passion de Jésus a procuré le mérite nécessaire au paiement des péchés : « Il s’ensuit que le Christ par sa passion a mérité le salut non seulement pour lui, mais aussi pour tous ses membres », et que l'expiation consista en ce que le Christ donna à Dieu davantage que ce qui était requis pour compenser les offenses de l'ensemble de la race humaine. C'est ainsi que Thomas d'Aquin avança pour la première fois officiellement l'idée de surabondance du mérite, laquelle devint la base du concept catholique de trésor des mérites (voir indulgence). Il formula également plusieurs idées à propos du salut qui sont devenues communément admises au sein de l'Église catholique : le fait que la grâce justifiante est procurée à travers les sacrements, le fait que le mérite de condignité (meritum de condigno) de nos actes s'accorde avec le mérite du Christ du trésor des mérites ; et aussi la classement des péchés en péchés mortels et péchés véniels. Pour Thomas d'Aquin, un homme est sauvé en s'appuyant sur les mérites du Christ qui sont procurés par les sacrements de l'Église. 

Cette conception de Thomas d'Aquin ainsi exposée semble correspondre à la théorie de la substitution pénale. Pour autant, il prend soin d'expliquer qu'il ne faut pas l'interpréter en termes légaux : 

« Si nous parlons de la peine satisfactoire, celle qui est assumée volontairement, il arrive que quelqu’un la porte pour un autre (...) Si nous parlons de la peine infligée pour le péché en tant qu’elle a raison de peine, alors chacun est puni uniquement pour sa propre faute, parce que l’acte du péché est quelque chose de personnel. Si nous parlons de la peine à caractère médicinal, il arrive à quelqu’un d’être puni pour le péché d’autrui. »

— Thomas d'Aquin, Somme théologique, Prima secundae, question 87, article 8, Éditions du Cerf.
Ce qu'il entend par « peine satisfactoire », par opposition à une peine « pénale », correspond par essence à l'idée catholique de pénitence. Thomas d'Aquin fait référence à cette pratique en écrivant : « on impose aux pénitents une peine satisfactoire. », et il définit cette idée de « peine satisfactoire » (pénitence) comme une compensation par la souffrance auto-infligée en égale mesure à la jouissance issue du péché : « il arrive qu'on impose une peine égale à la jouissance prise dans le péché. Il arrive donc qu'on puisse offrir à Dieu satisfaction. »
Thomas d'Aquin attribue deux fonctions à la pénitence : « l'acquit d'une dette » et « le remède qui nous fait éviter le péché ». À propos de cette dernière fonction, il affirme : « En tant qu'elle doit donner un remède contre le renouvellement du péché, la satisfaction d'un pénitent ne peut pas servir à un autre, le jeûne de l'un ne dompte pas la chair de l'autre » et « la contrition d'un pénitent ne libère pas un autre de sa faute. » Puisque selon Thomas d'Aquin, « le Christ a enduré une peine satisfactoire, non point pour ses péchés mais pour les nôtres », alors la pénitence du Christ a exercé ses effets sur la « dette de peine » contractée par nos péchés. 
Ceci rend compte d'un concept similaire à celui d'Anselme selon lequel nous devons une dette d'honneur à Dieu, mais avec une différence de taille : alors qu'Anselme assurait que nous ne pourrions jamais payer cette dette parce que tout acte juste que nous menons est dû à Dieu lui-même, Thomas d'Aquin soutient qu'en plus de l'obéissance que nous devons, nous pouvons racheter notre dette à travers les actes de pénitence : « Bien que l'homme doit à Dieu le tout de ce qu'il peut (...) [il] peut faire des œuvres de surérogation qui sont satisfactoires. » À la différence d'Anselme, Thomas d'Aquin prétend que nous pouvons faire satisfaction pour nos propres péchés, et que notre problème n'est pas nos péchés personnels mais le péché originel : « Le péché originel (...) est une infection de la nature elle-même ; c'est pour cela qu'il ne peut pas, comme le péché actuel, être expié par une satisfaction purement humaine. » Ainsi le Christ, en tant que « second Adam » fait pénitence à notre place - payant la dette de notre péché originel.
D'autres théories sur la nature de l'expiation du Christ, telles que la théorie de l'influence morale, formulée à l'origine par Pierre Abélard, peuvent aussi être considérées comme opposées à la théorie de la substitution.

## Réforme et contre-réforme

### Luther et luthéranisme
Selon Luther, l'homme étant profondément corrompu par le péché originel, l'acte qui le sauve provient uniquement de la passion rédemptrice du Christ Dans ces conditions, si l'homme croit, autrement dit, s'il a confiance dans le Christ, Dieu  le regarde comme juste à cause  de la mort du Christ.  

### Calvin et églises réformées

#### Calvin attribue l'expiation aux individus

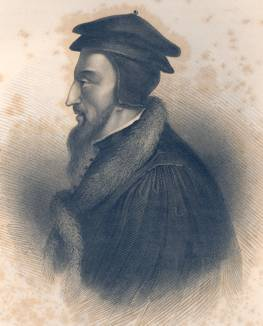
Jean Calvin.

Calvin reprend assez classiquement la doctrine anselmienne. Comme l'écrit Marc Vial :

« À la question Pourquoi un Dieu-homme ?, classique depuis l'ouvrage du même nom de saint Anselme, Calvin répond doublement, et de la manière la plus classiquement anselmienne aussi, en recourant à la vieille idée de satisfaction (satis-facere : en faire assez). »

Il chercha à résoudre le problème de l'expiation du Christ en rendant justice aux Saintes Écritures et aux Pères de l'Église, tout en rejetant le mérite de condignité. Sa solution consistait en ce que la mort du Christ sur la croix n'avait pas payé une peine générale pour les péchés de l'humanité mais une peine spécifique pour les péchés des individus. Ainsi lorsque Jésus est mort sur la croix, sa mort a payé à cette époque la peine pour les péchés de tous ceux qui sont sauvés. En conséquence, l'une des caractéristiques de cette idée est que l'expiation du Christ est limitée dans ses effets aux seuls qui ont été choisis par Dieu pour être sauvés, puisque la dette pour les péchés a été payée à un moment particulier dans le temps (à la crucifixion). 
Pour Calvin, ceci exigeait de reprendre la théorie antérieure de la prédestination mise au point par Augustin d'Hippone. De plus, en rejetant l'idée de pénitence, Calvin abandonna l'idée de Thomas d'Aquin selon laquelle la satisfaction était une pénitence (idée qui se préoccupait de la satisfaction en tant que changement concernant l'humanité) pour l'idée de satisfaire la colère de Dieu. Cette modification idéologique met l'accent sur un changement concernant Dieu, lequel est propitié à travers la mort du Christ. La compréhension calviniste de l'expiation et de la satisfaction correspond à la substitution pénale : le Christ est un substitut qui subit notre peine satisfaisant ainsi les exigences de justice et apaisant la colère de Dieu de façon que Dieu puisse faire grâce de manière juste. 
John Stott a insisté sur le fait qu'on ne doit pas concevoir cette théorie comme si le Fils apaisait le Père, mais plutôt en termes trinitaires, c'est-à-dire Dieu, initiant et exécutant l'expiation, conduit par un désir de sauver l'humanité. Ainsi ce qui fait l'originalité de la substitution pénale c'est l'idée que la réparation est menée à travers la peine. 
Pour Calvin donc, on est sauvé en devenant uni au Christ par la foi. C'est au moment de devenir uni au Christ par la foi que l'on reçoit les bénéfices de l'expiation. Cependant, parce que le Christ a payé pour nos péchés lorsqu'il est mort, il n'est pas possible pour ceux pour qui il est mort, d'échouer à recevoir ces bénéfices : ceux qui sont sauvés sont prédestinés à croire.

#### Développements ultérieurs

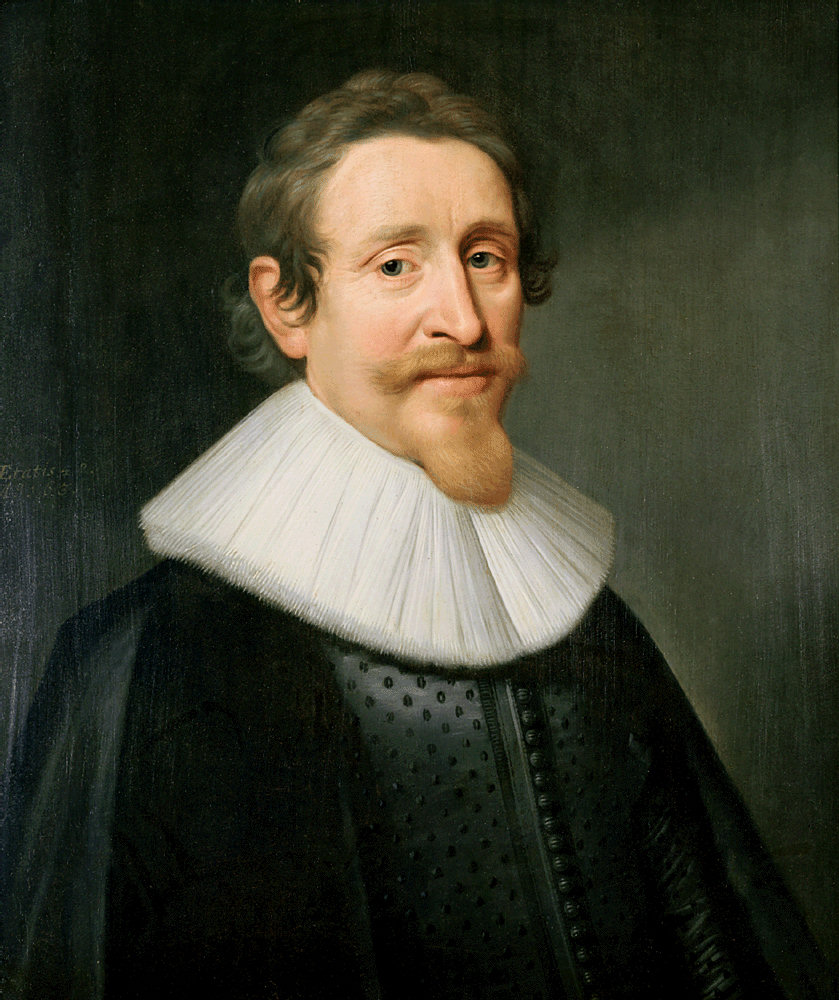
Hugo Grotius.

La théorie d'Anselme était assez vague pour que les modifications apportées par Thomas d'Aquin l'aient complètement éclipsée. La théorie de Thomas d'Aquin constitue aujourd'hui encore un dogme officiel au sein de l'Église catholique et fut affirmée lors du concile de Trente. Les développements auxquels contribua Calvin furent adoptés lors du synode de Dordrecht et ont donné lieu aux positions doctrinales de la plupart des dénominations réformées. 
La théorie gouvernementale de l'expiation, établie par Hugo Grotius est, historiquement, une modification de la théorie de Calvin, bien qu'elle constitue par certains aspects un retour à la théorie d'Anselme. D'après Grotius, la mort du Christ est un substitut acceptable à la peine, satisfaisant les exigences du gouvernement moral de Dieu. Selon cette conception, par opposition à Calvin, le Christ ne porte pas spécifiquement la peine pour les péchés de l'humanité, et ne paye pas non plus pour les péchés des individus. Sa souffrance démontre plutôt le mécontentement de Dieu pour le péché et la conséquence pour le péché lorsque celui-ci est aux mains d'un juste  gouverneur de l'univers, permettant ainsi à Dieu d'élargir le pardon tout en maintenant l'ordre divin. La théorie gouvernementale constitue la base des théories sur le salut chez les dénominations protestantes qui mettent l'accent sur le libre-arbitre, comme l'arminianisme.

### Sources primaires
Note : lorsque nous citons une source primaire, nous donnons d'abord la référence selon le système interne de l'œuvre citée afin que, quelle que soit votre édition, vous puissiez la trouver ; ensuite, entre parenthèses, nous donnons les pages (et le cas échéant le tome), où se trouve le texte dans l'édition utilisée.
- [Calvin, IRC] (frm) Jean Calvin (édité par Jean-Daniel Benoit), Institution de la religion chrestienne, Paris, Vrin, coll. « Bibliothèque des textes philosophiques », 1957-1963, 5 vol..

- [Anselme de Cantorbéry, CDH] (la + fr) Anselme de Cantorbéry (trad. du latin par Michel Corbin et Alain Galonnier), « Cur Deus-Homo? », dans Anselme de Cantorbéry, Lettre sur l'incarnation du verbe. Pourquoi un Dieu-Homme, Paris, Cerf, coll. « L'œuvre d'Anselme de Cantorbéry » (no 3), 1988 (ISBN 2-204-02773-1).
- [Thomas d'Aquin, Sum. Th.] Thomas d'Aquin (trad. du latin par Aimon-Marie Roguet, coordonné par Albert Raulin), Somme théologique, Paris, Cerf, 1984-1986, 966 p., 4 vol. (ISBN 978-2-204-02229-3, 2204022306 et 2204022314).

### Sources secondaires

#### Sur Anselme
- J. Bainvel, « Anselme (Saint) », dans É. Amann, E. Mangenot et A. Vacant (dir.), Dictionnaire de théologie catholique, Paris, Letouzey et Ané, 1931.
- Bernd Goebel (trad. Olivier Boulnois), « Anselme de Cantorbéry », dans Claude Gauvard, Alain de Libera et Michel Zink (dir.), Dictionnaire du moyen âge, Paris, Presses universitaires de France, coll. « Quadrige », 2012, 2e éd. (1re éd. 2002) (ISBN 978-2-13-054339-8), p. 64-69.
- Michel Corbin (trad. Michel Corbin et Alain Galonnier), « La nouveauté de l'incarnation : Introduction à l'Epistola et au Cur Deus-Homo », dans Anselme de Cantorbéry, Lettre sur l'incarnation du verbe. Pourquoi un Dieu-Homme, Paris, Cerf, coll. « L'œuvre d'Anselme de Cantorbéry » (no 3), 1988 (ISBN 2-204-02773-1), p. 11-166.
- Michel Corbin, Prière et raison de la foi : Introduction à l'œuvre de S. Anselme de Cantorbéry, Paris, Cerf, coll. « L'œuvre d'Anselme de Cantorbéry / Hors-série (introduction générale) », 1992, p. 205-328.

#### Sur Thomas d'Aquin
- Albert Patfoort, « Le vrai Visage de la satisfaction du Christ selon St Thomas : Une Étude de la Somme Théologique », dans Carlos-Josaphat Pinto de Oliveira (dir.), Ordo sapientiae et amoris : Image et message de saint Thomas d'Aquin à travers les récentes études historiques, herméneutiques et doctrinales. Hommage au professeur Jean-Pierre Torrell, Fribourg, Éditions universitaires, coll. « Studia Friburgensia / Nouvelle série » (no 78), 1993 (ISBN 2-8271-0611-6), p. 247-265.

#### Sur Luther
- (en) Burnell Eckhardt, « Luther and Anselm: Same Atonement, Different Approach », dans Timothy Maschke, Franz Posset, et Joan Skocir (dir.), Ad fontes Lutheri : Toward the Recovery of the Real Luther. Essays in Honor of Kenneth Hagen's Sixty-Fifth Birthday, Milwaukee, Marquette University Press, coll. « Marquette studies in theology » (no 28), 2001 (ISBN 9780874626773), p. 54-68.

#### Sur Calvin
- Marc Vial, Jean Calvin : Introduction à sa pensée théologique, Genève, Musée international de la Réforme — Labor et Fides, 2008, 179 p. (ISBN 978-2-8309-1276-0, lire en ligne).
- François Wendel, Calvin : Sources et évolutions de sa pensée religieuse, Genève, Labor et Fides, coll. « Histoire et société », 1985, 2e éd. (1re éd. 1950), 302 p. (ISBN 2-8309-0054-5, lire en ligne).

#### Divers
- (en) J. Patout Burns, « Concept of Satisfaction in Medieval Redemption Theory », Theological Studies, vol. 36, no 2,‎ 1975, p. 285-304 (ISSN 0040-5639).
- P. Galtier, « Satisfaction », dans É. Amann, E. Mangenot et A. Vacant (dir.), Dictionnaire de théologie catholique, t. 14 : Première partie : Rosny — Schneider, Paris, Letouzey et Ané, 1939, col. 1129-1210.
- Jean Rivière, Le Dogme de la rédemption au début du moyen âge, Paris, Vrin, coll. « Bibliothèque thomiste » (no 19), 1934 (lire en ligne).
- Bernard Sesboüé et Joseph Wolinski, Le Dieu du salut : La Tradition, la règle de foi et les Symboles. L'Économie du salut. Le Développement des dogmes trinitaire et christologique, Paris, Desclée, coll. « Histoire des dogmes, sous la direction de Bernard Sesboüé s.j. » (no 1), 1994, 544 p. (ISBN 2-7189-0625-1).